# Neoscona vigilans
Neoscona vigilans är en spindelart som först beskrevs av John Blackwall 1865.  Neoscona vigilans ingår i släktet Neoscona och familjen hjulspindlar. Inga underarter finns listade i Catalogue of Life.